# Lijst van partners van koningen van Griekenland
De Koningin van Griekenland was de vrouw van de koning van Griekenland die heerste over het Koninkrijk Griekenland vanaf 1836 tot de afschaffing van de titel in 1974 in dat jaar werd in Griekenland de Derde Helleense Republiek gesticht. Omdat alle heersers van Griekenland mannen waren is er geen vrouwelijk staatshoofd geweest. 

## Lijst
| Afbeelding | Naam                           | Huis                                     | Droeg titel vanaf | Droeg titel tot | Gehuwd met     | Dochter van                                                        |
| ---------- | ------------------------------ | ---------------------------------------- | ----------------- | --------------- | -------------- | ------------------------------------------------------------------ |
|            | Amalia van Oldenburg           | Holstein-Gottorf                         | 1836              | 1862            | Otto           | August van Oldenburg.                                              |
|            | Olga Konstantinova van Rusland | Romanov-Holstein-Gottorp                 | 1867              | 1913            | George I       | Constantijn van Rusland en Alexandra van Saksen-Altenburg.         |
|            | Sophie van Pruisen             | Hohenzollern                             | 1913              | 1917            | Constantijn I  | Frederik III van Duitsland en Victoria van Saksen-Coburg en Gotha. |
|            | Aspasia Manos                  | --                                       | 1919              | 1920            | Alexander      | Petros Manos en Maria Argyrospoulos.                               |
|            | Sophie van Pruisen             | Hohenzollern                             | 1920              | 1922            | Constantijn I  | Frederik III van Duitsland en Victoria van Saksen-Coburg en Gotha. |
|            | Elisabeth van Roemenië         | Hohenzollern-Sigmaringen                 | 1922              | 1924            | George II      | Ferdinand I van Roemenië en Marie van Edinburgh.                   |
|            | Frederika van Brunswijk        | Hannover                                 | 1947              | 1964            | Paul           | Ernst August van Brunswijk en Victoria Louise van Pruisen.         |
|            | Anne Marie van Denemarken      | Sleeswijk-Holstein-Sonderburg-Glücksburg | 1964              | 1974            | Constantijn II | Frederik IX van Denemarken en Ingrid van Zweden.                   |